# Фрэйзер, Энди
Энди Фрэйзер (англ. Andy Fraser; полное имя Эндрю Маклан Фрэйзер англ. Andrew McLan Fraser; 3 июля 1952, Паддингтон, Лондон — 16 марта 2015, Калифорния) — британский блюз-роковый и рок-музыкант, автор песен. Наиболее известен как бас-гитарист группы Free.

## Биография
Фрэйзер родился в Паддингтоне, на западе Лондона и начал играть на пианино в 5 лет. В 12 лет он переключился на гитару. В 13 лет он играл в клубах Ист-Энда, в после того как исключили из школы в 15 лет, он поступил в колледж Hammersmith FE. Там он познакомился с Сафо Корнер, дочерью Алексиса Корнера, который впоследствии стал ему как отец.
В 1968 году Корнеру позвонил Джон Мэйолл, который искал себе басиста. Корнер предложил Фрэйзера, и таким образом в 15 лет Фрэйзер попал в John Mayall’s Bluesbreakers, один из ведущих блюз-роковых коллективов, и зарабатывал £ 50 в неделю, но оставался на этом месте недолго, и снова вернулся к Корнеру.
Во второй раз от него Энди уходит, чтобы в возрасте 16 лет войти в состав легендарных Free, вместе с Полом Роджерсом, Полом Коссоффом и Саймоном Кирком. Фрэйзер был в группе не только басистом, но и ведущим сочинителем песен. Он был соавтором и продюсером их самого большого хита «All Right Now», достигшего #1 более чем в 20 странах. В 1990 песня была признана ASCAP (American Society of Composers, Authors, and Publishers) превысившей 1 000 000 проигрываний на радиостанциях США в конце 1989 года, а в 2000-м Free получили награду British Music Industry, когда «All Right Now» была более 2 000 000 раз прокручена на радиостанциях Британии. В октябре 2006 года была вручена награда BMI London Million-Air Award Роджерсу и Фрэйзеру за то, что их песня была прокручена более 3-х миллионов раз на телевидении и радио.
Саймон Кирк позже вспоминал: «Песня All Right Now была написана после неудачного выступления в Дареме. Мы закончили наше шоу и ушли со сцены под звуки наших собственных шагов. Аплодисменты умерли прежде, чем я даже вышел из-за барабанов. Было очевидно, что мы нуждались в заводной песне, чтобы закрывать наши концерты. Вдруг вдохновение пришло к Фрэйзеру, и он начал прихлопывать, напевая „All right now“. Он сел и написал песню прямо там, в раздевалке. Это заняло не более десяти минут».
Фрейзер также является соавтором двух других хитовых синглов группы, «My Brother Jake» и «The Stealer».
Успех песни All Right Now не только поднял известность группы, но и взвинтил ритм жизни музыкантов, что не лучшим образом сказалось на атмосфере в группе. В 1971 году группа распадается. Фрэйзер создал трио Toby вместе с гитаристом Адрианом Фишером и барабанщиком Стэном Спиком. Группа успела записать материал для пластинки, но она не была выпущена, а Фрэйзер снова стал участником возродившихся Free в декабре 1971 года. В июне 1972 года Фрэйзер окончательно покидает группу.
После ухода из Free Энди Фрэйзер собирает группу Sharks с вокалистом Снипсом, гитаристом Крисом Спеддингом и барабанщиком Марти Саймоном. 19 февраля 1973 года музыканты возвращались в Лондон с концерта в Клиптропе, машину занесло и она врезалась в дерево. Фрэйзер получил травму запястья и во время лечения подумывал о другой группе. Тур продолжался до конца апреля, однако у Фрэйзера возникли некоторые трудности из-за травмы. Дебютный альбом First Water, выпущенный в апреле 1973 года, был хорошо принят критиками, но Фрэйзер все же вскоре покидает группу.
Он собирает свой Andy Fraser Band, трио с Кимом Тёрнером на ударных и Ником Джаддом на клавишных. Вокальные партии Энди берёт на себя. Группа выпускает два альбома: Andy Fraser Band и In Your Eyes (оба в 1975 году) и распадается. Попытки сформировать новый состав группы с участием Фрэнки Миллера ни к чему не приводят, и басист переселяется в Калифорнию, где сосредотачивается на сочинении песен.
Он выдаёт череду хитов для Роберта Палмера, Джо Кокера, Чаки Хан, Рода Стюарта, Пола Янга и многих других. Наиболее знаменитой его композицией стала «Every Kinda People», которую Роберт Палмер записал для своего альбома Double Fun в 1978 году.
В 1984 году Энди Фрэйзер выпускает свой сольный альбом Fine, Fine Line с участием клавишника Боба Марлета, гитариста Макла Томпсона, басиста Дэвида Фэрэгера и ударника Тони Бронэгела, игравшего в группе Back Street Crawler. Сам Фрэйзер здесь выступил как вокалист.
Вскоре после этого у Фрэйзера был обнаружен ВИЧ, а затем у него была диагностирована саркома Капоши, форма рака, считавшаяся редкой до появления СПИДа. Позже Фрэйзер признался в том, что он был гомосексуалом.
Энди Фрэйзер сыграл на бас-гитаре с бывшим коллегой по Free Полом Роджерсом на фестивале Woodstock '94, но после этого опять исчез из поля зрения, пока не вышел альбом Naked and Finally Free в 2005 году. После выхода нового альбома, Фрэйзер дал интервью для сайта DME, в котором сказал: «Честно говоря, я никогда не думал стать басистом. Я на самом деле взял бас-гитару, потому что другие музыканты наших школьных групп хотели быть певцами, барабанщиками или гитаристами. Я всегда был готов делать то, что необходимо для достижения общей цели. Я счастлив подыграть на пианино или на бубне, сделать что угодно, что может принести пользу».
В апреле 2006 Фрэйзер вновь привлёк к себе интерес двумя концертами в Temecula Community Arts Theatre в Южной Калифорнии, это были его первые концертные выступления с 1994 года.
В 2008 году Фрэйзер написал и спел песню «Obama (Yes We Can)» в поддержку кампании по избранию Барака Обамы следующим президентом США.
16 марта 2015 года Энди Фрэйзер умер в своём доме в Калифорнии от сердечного приступа, вызванного атеросклерозом.